# Rabut
Rabut era una comuna francesa que estaba situada en el departamento de Calvados, de la región de Normandía, que en 1828 se fusionó con la comuna de Coudray, formando la comuna de Coudray-Rabut.

## Demografía
| Gráfica de evolución demográfica de Rabut entre 1793 y 1821 |
|                                                             |

Los datos demográficos contemplados en este gráfico se han cogido de la página francesa EHESS/Cassini.